# بيتر راسموسن
بيتر راسموسن (بالدنماركية: Peter Rasmussen)‏ (مواليد 15 أكتوبر 1975 في كوبنهاغن) حكم كرة قدم دنماركي . قرر الاتحاد الدولي لكرة القدم اعتماده حكما دوليا في سنة 2007 .